# Marcelo Trekinho
Marcelo Ribeiro Pessoa (Rio de Janeiro, 17 de agosto de 1979), mais conhecido como Marcelo Trekinho, é um surfista brasileiro adepto do freesurf. Foi o único surfista a receber três notas 10 em uma única etapa do SuperSurfe e um dos precursores do tow-out surfe no Brasil.

## Biografia
Trekinho teve seu início nos esportes radicais através do skate e começou a surfar em 1991. Iniciou sua carreira como surfista profissional participando de campeonatos nacionais e, mais tarde, participou também de competições internacionais.
Durante o período de 2001 a 2010, esteve engajado no World Qualifying Series (WQS), destacando-se em algumas competições internacionais e contribuindo para a promoção e reconhecimento do surfe brasileiro no exterior.
Ele foi o primeiro, e permanece sendo o único, surfista brasileiro a conseguir 3 notas 10 em uma única etapa do SuperSurfe (2002), primeira divisão do surfe nacional. Já esteve na liderança do ranking brasileiro de surfe em 2005 e na World Surf League, sua melhor colocação foi um 25º lugar no Volcom Pipeline Pro, em 2010.
Posteriormente, optou pelo freesurf e continuou representando seus patrocinadores fora do circuito de surfe tradicional.
Foi um dos convidados à integrar o time de surfistas selecionado por Roberto Moura, cineasta e produtor brasileiro, para participar de seus documentários históricos sobre o surfe no país: Surf Adventures - O Filme e Surf Adventure - A Busca Continua. O filme foi indicado à diversos prêmios nacionais e internacionais de cinema, como: Prêmio Guarani de Cinema Brasileiro (Brasil) e Festival de Anglet (França).
É também um dos protagonistas do programa "A vida que eu queria", do Canal OFF, e também por sua participação em outras iniciativas do canal, entre elas: Baseado em Fatos Reais, Hidrodinâmica, 80 e Tal. Foi pioneiro ao co-apresentar o primeiro webcast brasileiro sobre surf: Séries Fecham.
Atualmente comanda um canal no YouTube junto de Gabriel Pastori chamado Uaradei. 

## Filmografia
| Ano  | Título do Filme                    | Diretor       | Participação | Referências          |  |
| ---- | ---------------------------------- | ------------- | ------------ | -------------------- |  |
| 2008 | Surf Adventure 2: a Busca Continua | Roberto Moura | Surfista     | [ 14 ] [ 15 ] [ 16 ] |  |
| 2002 | Surf Adventures - O Filme          | Roberto Moura | Surfista     | [ 17 ]               |  |

## Televisão
| Ano       | Título do Filme                     | Canal     | Participação          | Referências   |
| --------- | ----------------------------------- | --------- | --------------------- | ------------- |
| 2021      | Baseado em Fatos Reais              | Canal OFF | Surfista              | [ 18 ] [ 18 ] |
| 2015      | Hidrodinâmica                       | Canal OFF | Surfista              | [ 19 ]        |
| 2012/2018 | A Vida Que Eu Queria (6 temporadas) | Canal OFF | Roteirista e Surfista | [ 20 ]        |

## Webcasts/ Webseries
| Ano  | Título do Filme | Participação    | Referências   |
| ---- | --------------- | --------------- | ------------- |
| 2013 | Strange Brains  | Surfista        | [ 21 ]        |
| 2009 | Séries Fecham   | Co-Apresentador | [ 22 ] [ 23 ] |